# 大王世宗
大王世宗（テワン セジョン、ハングル: 대왕 세종）は、韓国KBSにて2008年1月5日から同年11月16日まで放送されたテレビドラマ（時代劇）。全86話。

## 概要
KBS大河ドラマ（한국방송공사 대하드라마）放送作品のひとつ。韓国の放送界にて「イメージが固定されていて、ドラマ化しても成功は困難である」と言われていた李氏朝鮮第4代国王世宗の生涯を本格的に取り扱っている。脚本はユン・ソンジュ、キム・テヒの2名が、演出はキム・ソングンおよびキム・ウォンソクの2名が担当した。製作費は約200億ウォン、主助演出演者は70人以上、エキストラは2万人以上が動員されている。2007年10月9日（韓国におけるハングルの日）に撮影が開始された。
当初はKBS1にて放送され、第1話放送時で22%の視聴率を挙げたが、同年春の改編に伴って放送局がKBS2に変更されたところ、他局で放送されていた『幸せです』と、KBS1で放送されていた報道番組と同時間帯になり、この結果、改編後は視聴率が低迷した。
歌手活動に専念していたイ・ジョンヒョンが朝廷の女官イソン役で出演、女優業を再開したが、声帯結節を患い中途で降板した。また2000年に韓国国立劇場劇場長、2006年には大韓民国文化体育観光部長官に就任するため、1999年以後俳優業を休業していたキム・ミョンゴンの復帰作となった。チェ・ミョンギルが『龍の涙』同様、元敬王后閔氏役で出演したことも話題となった。
2009年度韓国放送大賞（한국방송대상）長編テレビドラマ・ビデオグラフィックスの2部門で大賞を受賞した他、ユン・フェ役のイ・ウォンジョンと昭憲王后沈氏役のイ・ユンジが、2008年度KBS演技大賞長編ドラマ優秀演技賞を男女で独占した。

## あらすじ

### 1-39話
第3代国王太宗治世下の朝鮮。「書虫（本の虫）」の別名を持つ忠寧大君は、父太宗や長兄の世子（譲寧大君）とは違い、民のための政治を行うべきと考えていた。外出先で偶然騒動に巻き込まれ、商人たちが窮境下にあることを知った彼は、申聞鼓を鳴らして太宗へと直訴するが、一蹴された上罰として側近が拷問にかけられ絶命してしまう。朝廷の重臣たちに危険視され、追放を求められる忠寧大君を陥れようと、叔父ミン・ムグとミン・ムジル兄弟は怪文書事件を起こすが、見破られて元敬王后の嘆願にも関わらず処刑されてしまう。
数年後。明の使者からの無理な要求を勅使との直接交渉で解決したり、世子の醜聞に対して彼をかばったり、奴婢の身分回復のために動いたりする忠寧大君に対し、世子はだんだん敗北感を抱くようになる。元敬王后も、世子の存在を脅かしかねないほど成長した忠寧大君の存在に危機感を覚え、遠方に出すよう太宗に進言する。その折、忠寧大君が襲撃され、その犯人が高麗復興勢力の中心人物オク・ファンであることが発覚。高麗王族が姓をワン（王）から変えて潜んでいた事に気づいた太宗は、オク（玉）とチョン（全、田）という姓を持ったすべての人を捕えるよう命令する。高麗王族と姓が同じというだけで罪もない人々が殺されていくことに憤った忠寧大君はオク・ファンと直接交渉を試みるが逆に捕えられ、世子に助けられる。捕縛された復興勢力を処刑するよう命令された忠寧大君はその命令を批判し「王子をやめる」と一言。太宗の怒りを買い北三道に流刑されることとなった。
2年後の北三道・鏡城。民からの信頼も厚い同地の将軍チェ・ユンドクが罷免され、都から派遣されたイ・チョンが実権を把握して女真族を挑発。それをきっかけに世子は北伐を決意、太宗夫妻の不在時に独断で軍を動かして北伐を決行する。鏡城に現れた世子を、忠寧大君は厳しく非難する。その頃朝廷では、女真族を挑発した上、襲撃事件を機に独断で軍を動かした世子の責任問題が勃発。この事件の真相究明を担当していた領議政ユ・ジョンヒョンは、「長子ではなく賢者を選ぶべき」と発言した。自暴自棄になった世子はますます自堕落な生活におぼれていき、太宗は世子を自分の後継者にすることを断念、忠寧大君が新たな世子となる。

### 40-74話
忠寧大君は即位して王（世宗）となるが、即位式直後、軍事権を持つ上王太宗が対馬に対して宣戦布告する。太宗は更に政敵の一掃をもくろみ、世宗の妃昭憲王后の父親シム・オンを標的とし、反逆者に仕立て上げる。世宗は悩んだ末、シム・オンの逮捕命令を下す。明への特使として派遣されていたシム・オンは「粛清は自分で最後に」と決意して帰国する。「反逆者の娘」となった昭憲王后を廃位すべきだとの声が高まり、本人も王后の座を降りる決意をするが、世宗により慰留される。
外交での解決が絶望的になり、世宗は自ら対馬遠征に身を投じる。対馬側は内通による世宗暗殺計画の失敗や、朝鮮と対馬を両天秤にかけていた九州側が対馬の味方にならなかったことから劣勢となっていく。征服を求める太宗や一部重臣をおさえ、世宗と集賢殿の学者たちは財政面の理由から和睦と撤収の道を選ぶ。
集中豪雨による水害など問題が絶えないのは国王のせいだとチョ・マルセンは世宗を責める。世宗は日食の日に儀式を行おうとするが、日食が起こらなかったために立場がますます危うくなる。マルセンの不正について集賢殿の長官パク・ウンは調査を開始するが、ユ・ジョンヒョンからの要求もあり、集賢殿を守るために世宗はパク・ウンを罷免する。一方、日食の予測を調査していたチャン・ヨンシルは、明と朝鮮とで天文図が違うことを発見。世宗は朝鮮独自の暦を密かに進める。帰国したヨンシルを世宗は天体観測器製作の責任者に任じようとするが、奴婢階級出身であることを理由に技術者や官吏たちが反発。世宗は重臣たちの反対を押し切り、ヨンシルに官位を与えるが、重臣たちの反発を受け、ヨンシルは官位の返還を決意。雨の中座り続けるヨンシルを、「500年後の朝鮮のためにも必要な人材だ」と世宗はかばいつづけ、その姿を見た重臣たちは考えを改めていく。
女真族が国境を越えて朝鮮に渡ってくる。彼らを受け入れようとする世宗と、他族との混血を嫌うチョ・マルセンらが対立。都で起きた火災事件について「北方からの民による放火が原因」とのうわさが流れ、都の民が北方民を襲うようになる。王宮に、濡れ衣を着せられて都の民の標的になっている北方民たちが押し寄せ、世宗は彼らの前で跪いて詫びる。一方騒動の中、不正によりチョ・マルセンが流刑になるが、女真族の攻撃に対する北方遠征の計画に伴い世宗に呼び戻される。同じ頃ヨンシルらが発明した「簡儀」により、首都漢城の北緯計測に成功。世宗は機密を2人の王子たちに暗記させて記録を破棄することで守ろうとするが、明との関係悪化を恐れた学者のひとりチェ・マルリが明に記録を渡す。このことで世宗はマルリに対して厳しい人事を行うが、これに反発した世子は申聞鼓を叩いて内政重視を主張する。

### 75-86話
世子の進言に従い、晋陽大君と共にお忍びで都に出た世宗は、奴婢の男に刀を突きつけられる。字が読めないために主人殺しの汚名を着せられた奴婢の無実証明のため世宗は奔走。この出来事をきっかけに、世宗は民の誰もが読める文字の必要性を痛感する。音韻書の集賢殿への配布に始まり、民に対する法典の翻訳版配布を語る世宗に重臣たちは反発するが、世宗の熱意を知った領議政ファン・ヒが翻意し、世宗支持に回る。
文字創製の研究に没頭する世宗だが、眼が見えなくなり始めていた。ある日昭憲王后の一言で、世宗は朝鮮の言葉には3種類の音 - 初声、中声、終声があることに気づく。文字創製に反対し続けるマルリの工作が続く中、世宗は人体を解剖し、発声のメカニズムを調べるようとする。遺体を探して奔走するヨンシルと師匠チェ・ヘサンが追っ手に追われ、ヘサンは生命を落としてしまう。遺言に従い、世宗はアラブ人医師と共にヘサンの遺体を解剖。研究がすすめられ、ついに訓民正音が完成した。
視力を完全に失った世宗は、賢くなった民が政治に参加するのを嫌う学者たちや、独自の文字普及による朝鮮の発展をおそれた明の反発を受けるが、彼らに立ち向かい、説得を続ける。最後まで強硬に反対していたマルリが訓民正音をついに容認、国内に頒布されることになる。

## 登場人物
以下の記述はに基づく。

### 朝鮮王室
| 役名            | 俳優                                | 作品中の設定等                                                                            |
| 忠寧大君/世宗   | キム・サンギョン 子役時代イ・ヒョヌ | 本名は李裪（イ・ド）。太宗の三男。本作品の主人公。                                        |
| 昭憲王后        | イ・ユンジ 子役時代ナム・ジヒョン   | 忠寧大君/世宗の正妃でシム・オンの娘。                                                     |
| 定宗            | ノ・ヨングク                        | 朝鮮第2代国王で作品中では上王。孝寧大君を可愛がっている。                                 |
| 太宗            | キム・ヨンチョル                    | 朝鮮第3代国王で譲寧・孝寧・忠寧・誠寧大君および敬寧君の父。忠寧大君に譲位後は上王となる。 |
| 元敬王后        | チェ・ミョンギル                    | 太宗の正妃で譲寧・孝寧・忠寧・誠寧大君の母。                                              |
| 世子/譲寧大君   | パク・サンミン 青年時代イ・ジュン   | 本名は李褆（イ・ジェ）。太宗の長男で忠寧大君/世宗の兄。王世子であったが後、廃位された。   |
| 世子妃          | ユ・ソジン                          | 世子/譲寧大君の正室。キム・ハルロの娘。                                                   |
| 孝寧大君        | ソンミン 子役時代ユ・テウン         | 太宗の次男で忠寧大君/世宗の兄。仏教に傾斜し後、出家する。                                 |
| 誠寧大君        | ペク・スンド                        | 太宗の四男で忠寧大君/世宗の弟。麻疹により14歳で死去。                                     |
| 孝嬪金氏        | キム・ソンリョン                    | 太宗の側室で敬寧君の母。                                                                  |
| 敬寧君          | ユン・ヨンジュン                    | 太宗と孝嬪金氏の息子で忠寧大君/世宗の兄。                                                 |
| 太祖/イ・ソンゲ | チョン・ドゥホン                    | 朝鮮初代国王で世宗の祖父。回想シーンで登場。                                              |

### 世宗の子女たち
母はいずれも昭憲王后。
| 役名         | 俳優                                  | 作品中の設定等                                                                                               |
| ジョンソ王女 | チュ・ダヨン                          | 世宗の長女。再生不良性貧血で13歳で死去。                                                                     |
| 世子         | イ・サンヨプ 子役時代カン・ビ         | 本名は李珦（イ・ヒャン）。世宗の長男。勉強好きで好奇心が強く、成長してからは父親の仕事の協力者となっていく。 |
| ジョンイ王女 | イ・ジュヒョン                        | 世宗の次女。勉強好きで後世宗の訓民正音制定に影響を与える。                                                   |
| 晋陽大君     | ソ・ジュニョン 子役時代チェ・ミンホ   | 世宗の次男。豪放磊落でカリスマ性に富む。                                                                     |
| 安平大君     | ハン・シフン 子役時代カン・ハンビョル | 世宗の三男。芸術的な素養を備え、後文化芸術関係の専門家となる。                                               |

### 王室その他
| 役名   | 俳優             | 作品中の設定等                                                |
| 楚宮粧 | カン・ギョンホン | 定宗の愛妾で元妓生。世子と密通して騒動を引き起こす。          |
| オリ   | オ・ヨンソ       | 世子/譲寧大君の側室。世子との関係が問題になり、入水自殺した。 |
| 世子妃 | ヨ・ミンジュ     | ヒャンの正室 (2人目)。女官との同性愛関係が発覚し廃位される。  |
| 世子妃 |                  | ヒャンの正室 (3人目)。出産後死去。                            |

### 朝廷・親世宗派
| 役名           | 俳優             | 作品中の設定等 |
| ファン・ヒ     | キム・ガプス     | 実務能力に長けている。忠寧大君の王世子就任に反対し、官職を罷免されて追放されるが、赦されて世宗に仕え、後領議政に出世した。                                                                      |
| メン・サソン   | アン・デヨン     | 活発な性格で音楽や音韻、また詩作に優れている。 |
| イ・ス         | チョ・ソンハ     | 孝寧大君・忠寧大君の学問の師匠。ミン兄弟による怪文書事件では、真相を世子/譲寧大君に伝えて弟子を救った。定界碑（高麗時代に作られた北方国境の石碑）を発見するが、王振の命令でヘ・スに殺害される。 |
| ユン・フェ     | イ・ウォンジョン | 太宗と世宗の双方に気に入られた人物。両者の意見を調整し対立を最小化させるのに貢献した。投獄されたこともあるほどの大酒飲み。                                                                      |
| チョン・インジ | イ・ジヌ         | 集賢殿所属の学者で、ありとあらゆる学問に通じる天才肌の人物。世宗が忠寧大君だった頃から交流があり、即位後も訓民正音制定に貢献した。                                                              |
| チェ・マルリ   | イ・ソンミン     | 集賢殿所属。訓民正音制定に強硬に反対し続け、一時は世宗の怒りを買ったこともある。 |
| オム・ジャチ   | ユン・ギウォン   | 朝廷に仕える内侍で、幼い忠寧大君を命がけで救ったことが縁となり、近臣となった。訓民正音制定にも貢献。                                                                                            |
| キム・ジョンソ | イ・ビョンウク   | 世子/譲寧大君の側近を自称し、世宗の反対勢力であったが、世宗の北伐論に賛同してからは忠実な臣下となった。                                                                                         |
| チェ・ユンドク | ソン・ドンヒョク | 武芸に優れた武官。昭憲王后廃位を求める声が高まった際は世宗の側につき武力の提供を申し出た。 |
| シン・スクチュ | クォン・セイン   | ユン・フェの娘婿。 |

### 朝廷・親太宗派
| 役名             | 俳優               | 作品中の設定等 |
| チョ・マルセン   | チョン・ドンファン | 太宗治世下では知申事を務めていた。収賄により失脚するが、軍事・兵法への明るさを評価されて朝廷に復帰する。                                               |
| ユ・ジョンヒョン | キム・ギヒョン     | 思慮深く合理的だが保守的な面もある。「擇賢論」を掲げて太宗に譲寧大君を世子の座から降ろすよう進言した。世宗治世時の対馬遠征に三軍都統使として活躍した。 |
| ホ・ジョ         | キム・ハギュン     | 保守的で気が強く、即位後の世宗を悩ませるが、世宗治世下において制度の整備に大きく貢献した。                                                             |
| ピョン・ゲリャン | キム・ヨンギ       | 外交に特に優れた学者。芸文館・集賢殿において数多くの学者たちを育てた。女性に激しい嫌悪感を持っており、妻を酷く扱って免職しかけたこともある。           |
| キム・ムン       | キム・ジョンハク   | 集賢殿所属の学者。出生の秘密を抱えている。チョ・マルセンの部下として世宗を苦境に陥れる。                                                               |
| シン・ジャン     | イ・ダリョン       | シン・スクチュの父親。世子の学問の師匠となり、息子スクチュと王子たちの縁をつなぐこととなるが、過労がたたり死去                                         |

### 朝廷・その他
| 役名             | 俳優               | 作品中の設定等 |
| ハ・リュン       | チェ・ジョンウォン | 朝鮮建国前から仕えていた最古参であり、「左にハ・リュン、右に（イ・）スクポン」と呼ばれた太宗の側近にして知己。                                                                       |
| パク・ウン       | パク・ヨンジ       | 2度に渡る王子の乱で功績をあげた功臣。反世子派＝親世宗派であり、世子/譲寧大君が楚宮粧絡みで騒動を起こした時は世子派の朝廷からの追放を企てた。                                         |
| シム・オン       | チェ・サンフン     | 昭憲王后の父親で世宗にとっては政治の師匠的存在。世宗即位後領議政となったが、明国滞在中の発言をパク・ウンに密告され、反逆罪に問われ賜死される。                                       |
| カン・サンイン   | チョン・フンチェ   | 内禁衛武官。王子時代から太宗を助けてきたが、対馬遠征の際、軍事機密の漏洩を軍事権を持つ太宗ではなく世宗に報告したため、太宗の怒りを買い獄死する。                                     |
| キム・ハルロ     | チェ・ジュボン     | 世子/譲寧大君の義父。妓生であったオリを自邸に囲い、後世子/譲寧大君に引き合わせている。                                                                                               |
| ノ・ヒボン       | ファン・ボムシク   | 太宗に仕える内官。 |
| ミン・ムグ       | キム・ウンス       | 元敬王后の弟。王子の乱以来の太宗の部下。世子/譲寧大君のために忠寧大君を陥れようと弟ムジルと共に怪文書事件を起こすが、当の世子/譲寧大君から厳罰を求められ、流刑となった後賜死された。 |
| ミン・ムジル     | イ・ギョンヨン     | 元敬王后の弟。兄ムグと共に怪文書事件に関わった罪で流刑となり、後兄と共に処刑される。                                                                                                 |
| ミン・ムヒュル   | キム・ヒョンイル   | 元敬王后の弟で精鋭部隊の将。 |
| ミン・ムフェ     | イ・ウソク         | 元敬王后の弟。 |
| イ・スクポン     | キム・ジュヨン     | 太宗の部下。王子の乱で功を挙げて功臣となったが、その専横さを非難され流刑となる。 |
| イ・ジョンム     | パク・サンジョ     | |
| チャン・ヨンシル | イ・チョニ         | 忠寧大君襲撃事件で使われた武器を作った張本人。後許されて世宗の部下となる。 |
| イ・チョン       | チョン・ヒョン     | 科学者。庚子字・甲寅字を作り、印刷技術の向上に貢献。 |
| チェ・ヘサン     | イ・デヨン         | ヨンシルの師匠。弟子と共に訓民正音の研究に携わるが、追っ手からヨンシルをかばい絶命。死後自らの遺体を解剖に献体する。                                                                 |
| イソン           | イ・ジョンヒョン   | 朝廷に仕える女官（※降板）。忠寧大君/世宗のことを慕っている。 |

### 明
| 役名         | 俳優         | 作品中の設定等                           |
| 永楽帝       |              | 明朝第3代皇帝。                          |
| ファン・オム | コ・インボム | 明国の宦官で勅使。                       |
| ヘ・ス       | ハ・ヨンジン | 明国の使者のひとりでファン・オムの通訳。 |
| ワン・ジン   |              | 東廠の一員。                             |
| 英宗         |              | 明朝第6代皇帝。                          |

### 高麗
| 役名             | 俳優             | 作品中の設定等 |
| オク・ファン     | キム・ミョンゴン | 元の名はワン・ミョン (王明)。高麗王族の生き残り。作品中では商団を率いる巨商であり高麗復興勢力の首魁。王宮襲撃の際太宗の前で自害した。 |
| チョン行首       | キム・スンウク   | オク・ファンの策士でイルチの叔父。本名はパンソク。朝廷側に捕えられた後、自害する                                                      |
| ムビ             | チョン・ウィガプ | オク・ファンの商団を護衛する武士。 |
| チョン・イルチ   | ムン・チョンシク | 内侍でオム・ジャチの親友。忠寧大君をかばってムビに斬られて絶命した。元の名はワン・ヒョン。                                            |
| チャン・チルサン | チェ・サンギル   | チェ・ヘサンの部下であり高麗復興勢力の間者。                                                                                          |
| ワン・アン       | キム・ヨンス     | 高麗王族の生き残りで高麗復興勢力のシンボル的存在。                                                                                    |
| ハン・ヨンノ     | パク・ヨンス     | 高麗の地方豪族で復興勢力の一員。 |
| ハン・ダヨン     | チョン・ユミ     | ハン・ヨンノの娘。ヨンシルと愛し合うが明に献上され、永楽帝の側室となる。                                                              |

### 日本
対馬遠征のシーンで登場する。
| 役名   | 俳優             | 作品中の設定等                                 |
| 宗貞盛 | チャン・セジン   | 対馬の守護大名。                               |
| 源道鎮 |                  | 九州探題。                                     |
| 平道全 | ペ・ソンウ       | 日本側が朝鮮に送った間者。後、朝鮮に帰化する。 |
| 平望古 | クァク・スンナム | 平道全の息子。父親と共に朝鮮に帰化する。       |

## 韓国国外での放送

### 日本
2008年8月26日よりCS局のKBS worldにて放送された後、民放BS局のBS日テレにて2009年8月27日より放送を経て、BS11にて2013年4月5日よりノーカット版を90分枠での放送、BS-TBSにて2015年7月24日より放送された。

## 盗作疑惑
2008年10月、小説家のキム・ジョンノクが、2005年に発表した自著『チャン・ヨンシルは空を見た』からストーリーやアイディアが盗用されたとの理由で放送禁止の仮処分申請を起こし、脚本家のひとりユン・ソンジュが盗作を認めたとの報道がなされた。また同月、小説家のキム・ミスクが、自著『小説チャン・ヨンシル』より登場人物設定が複数にわたり盗用されたと訴えた。
これにより諮問委員会が立ち上げられたが、調査の結果問題がないとの発表がなされた。またユンが盗作を認めたと報道した中央日報は、翌2009年2月、これを誤報であるとして謝罪した。

## 主題歌
- オープニングテーマ: チェ・チョロwithイ・ジヨン、チェ・ジェウ『夜明け』[96]
- 挿入歌: K.Will『願い』[96]、キュウ・ウォン・ハン『あなたの歌』[96]、チェ・チョロwithイ・ジヨン『風雲地歌』[96]

## 関連商品

### DVD
韓国ではDVDは未発売であり、日本と香港でDVDが発売されている。日本版は2009年7月にメディアファクトリーから、香港版は同年12月に発売された。

### CD
韓国では2008年7月にイェダンからサウンドトラックCDが発売された。

### 書籍
原作をユ・ギョンウォン、作画をキム・ジェヨンが担当した全5冊のコミックが2008年に科学東亜ブックスから発売された。